# アスタイ
アスタイ（モンゴル語: Асутай, Asudai、中国語: 阿速台、? - 1282年以降）は、モンゴル帝国第4代皇帝モンケ・カアンの庶子。『元史』などの漢文史料では阿速歹、『集史』などのペルシア語史料ではآسوتای (Āsūtāī) と記される。

## 概要
アスタイはモンケの側室であるコンギラト部エルジギン氏のクイテニ・ハトゥンより生まれ、異母兄にはバルトゥ、ウルン・タシュ、シリギらがいた。
1256年、南宋攻略の司令官に起用した弟のクビライの方針に不満を抱いたモンケ・カアンは、クビライを一旦更迭し、自ら軍を率いて南宋に侵攻することを決定した。この遠征に際して、バルトゥ、ウルン・タシュ、シリギら兄弟が叔父のアリクブケに従ってカラコルム残留部隊に入ったのに対し、アスタイのみは父のモンケの率いる遠征軍に加わった。
1258年8月、アスタイが狩猟中に農民の耕作を荒らすことがあった。モンケはこれに怒り、アスタイに近侍する人々を鞭打ち、士卒で収穫を荒らす者がいたならば斬刑にして見せしめとしたため、秋にはそのような者は全くいなくなったという。同時期にテムゲ・オッチギン家のタガチャルらも同様の理由で罪を問われており、このようなモンケの態度は南宋攻略に不可欠な華北の漢人軍閥（厳忠済、李璮ら）に配慮したためであると推測されている。
1259年、モンケが遠征途上で亡くなると、唯一息子で従軍していたアスタイがその亡骸を奉じてモンゴリアに帰還した。モンケの死によってクビライとアリクブケとの間で帝位継承戦争が起こると、アスタイらモンケの諸子はモンケ政権を引き継ぐ形となったアリクブケ側に立って参戦した。しかし東方三王家や五投下を味方につけたクビライ勢力にアリクブケ勢力は押され、シムルトゥ・ノールの戦いでの敗戦が決定打となって、アリクブケは中統5年（1264年）にウルン・タシュ、シリギ、アスタイらモンケの諸子とともにクビライに降伏した。
モンケの子供の中ではバルトゥ、ウルン・タシュが嫡出であり、かつバルトゥは父のモンケに先立って亡くなっていたため、クビライの下に投降したモンケの諸子たちの中では当初ウルン・タシュが当主と目されていた。そのウルン・タシュも1267年頃に亡くなると、今度は庶弟のシリギがモンケ・ウルス当主と見られるようになった。
至元8年（1271年）にはカイドゥの乱に対処するために北平王ノムガンが大規模な遠征軍を編制し、シリギ、サルバンらモンケ家の多くがその右翼軍に属した。しかし、アスタイのみは遠征軍に参加することなく留まっていたようで、同年にモンケ家の所領衛輝路ダルガチのタプミシュが病になった時、クビライはアスタイに医者と共に上都にやってくるよう命じている。これ以降アスタイに関する記述はなくなるため、まもなく亡くなったものと見られる。
同年、ノムガンと共に出征したシリギ・サルバンらは旧アリクブケ派の皇族と協力して叛乱を起こし、ノムガンを捕らえてクビライと敵対した。後に叛乱を起こした者たちの多くは元朝に投降したものの、シリギの息子のウルス・ブカの後にモンケ・ウルス当主となったのはアスタイの息子のオルジェイであった。このため、『元史』食貨志にはアスタイ家名義でモンケ・ウルスの権益を記している。

## 子孫
『元史』巻107宗室世系表ではアスタイの息子の存在は記されていないが、『集史』ではاولجایŪljāī、هولاچوHūlāchū、هنتومHantūm、اولجایŪljāī būqāという息子がいたことが記されている。このうちオルジェイ（Ūljāī）は『元史』ではウルン・タシュの息子として記される衛王完沢に一致するが、『元史』宗室世系表は誤りが多いことで有名なこと、『元史』食貨志でオルジェイ時代の下賜がアスタイ家名義でなされていることなどから、『集史』に従ってアスタイの息子とするのが正しいとされる。
また、フラチュ（هولاچوHūlāchū）は『元史』に散見する忽剌出と見られ、主に成宗テムルの治世に活動している。『集史』に記される残りのアスタイの息子、ハントムとオルジェイ・ブカについてはどのような人物であったか記録が残されていない。

## モンケ家の系図
- モンケ・カアン…トルイの長男で、モンケ・ウルスの創始者。
  - バルトゥ（Baltu,班禿／بالتوBāltū）…モンケの嫡長子。
    - トレ・テムル（Töre-temür,توراتیمورTūlā tīmūr）…バルトゥの息子。

  - ウルン・タシュ（Ürüng-daš,玉龍答失／اورنگتاشŪrung tāsh）…モンケの次男で、第2代モンケ・ウルス当主。
    - サルバン（Sarban,撒里蛮／ساربانSārbān）…ウルン・タシュの息子。

  - シリギ（Sirigi,昔里吉شیرکیShīrkī）…モンケの庶子で、第3代モンケ・ウルス当主。
    - ウルス・ブカ（Ulus-buqa,兀魯思不花王／اولوس بوقاŪlūs būqā）…シリギの息子で、第4代モンケ・ウルス当主。
      - コンコ・テムル（Qongqo-temür,并王晃火帖木児／قونان تیمورQūnān tīmūr）…ウルス・ブカの息子
        - チェリク・テムル（Čerik-temür,徹里帖木児）…コンコ・テムルの息子で、第7代モンケ・ウルス当主。

      - テグス・ブカ（Tegüs-buqa,武平王帖古思不花）…ウルス・ブカの息子、コンコ・テムルの弟で、第2代武平王。

    - トレ・テムル（Töre-temür,توراتیمورTūlā tīmūr）…シリギの息子。
    - トゥメン・テムル（Tümen-temür,武平王禿満帖木児／تومان تیمورTūmān tīmūr）…シリギの息子で、初代武平王。

  - アスタイ（Asudai,阿速歹／آسوتایĀsūtāī）…モンケの庶子
    - オルジェイ（Ölǰei,衛王完沢／اولجایŪljāī）…アスタイの息子で、第5代モンケ・ウルス当主。
      - チェチェクトゥ（Čečektu,郯王徹徹禿）…オルジェイの息子で、第6代モンケ・ウルス当主。

    - フラチュ（Hulaču,忽剌出／هولاچوHūlāchū）…アスタイの息子。
    - ハントム（Hantom,هنتوم／Hantūm）…アスタイの息子。
    - オルジェイ・ブカ（Ölǰei buqa,اولجای بوقا／Ūljāī būqā）…アスタイの息子。